# Damaeus firmus
Damaeus firmus är en kvalsterart som beskrevs av Kunst 1958. Damaeus firmus ingår i släktet Damaeus och familjen Damaeidae. Inga underarter finns listade i Catalogue of Life.